# 苏州公交68路
苏州公交68路，是苏州一条曾经运营的公交线路，也是当时苏州唯一使用双层公交车运营的公交线路。2014年68路停运。该编号目前空缺。

## 简介
苏州公交68路于1998年12月16日开始运营，线路起自苏州高新区，穿越苏州古城区后，终到苏州工业园区金鸡湖畔，全长18.4公里。
68路是当时首条也是此后十余年中唯一一条使用双层公交车的公交线路，在开通后吸引了大批市民乘坐体验。2007年起，该批24辆双层巴士陆续到达报废年限，逐渐被普通公交车替换，至2010年最后一辆双层巴士退出运营，苏州的双层公交车运营宣布告一段落。

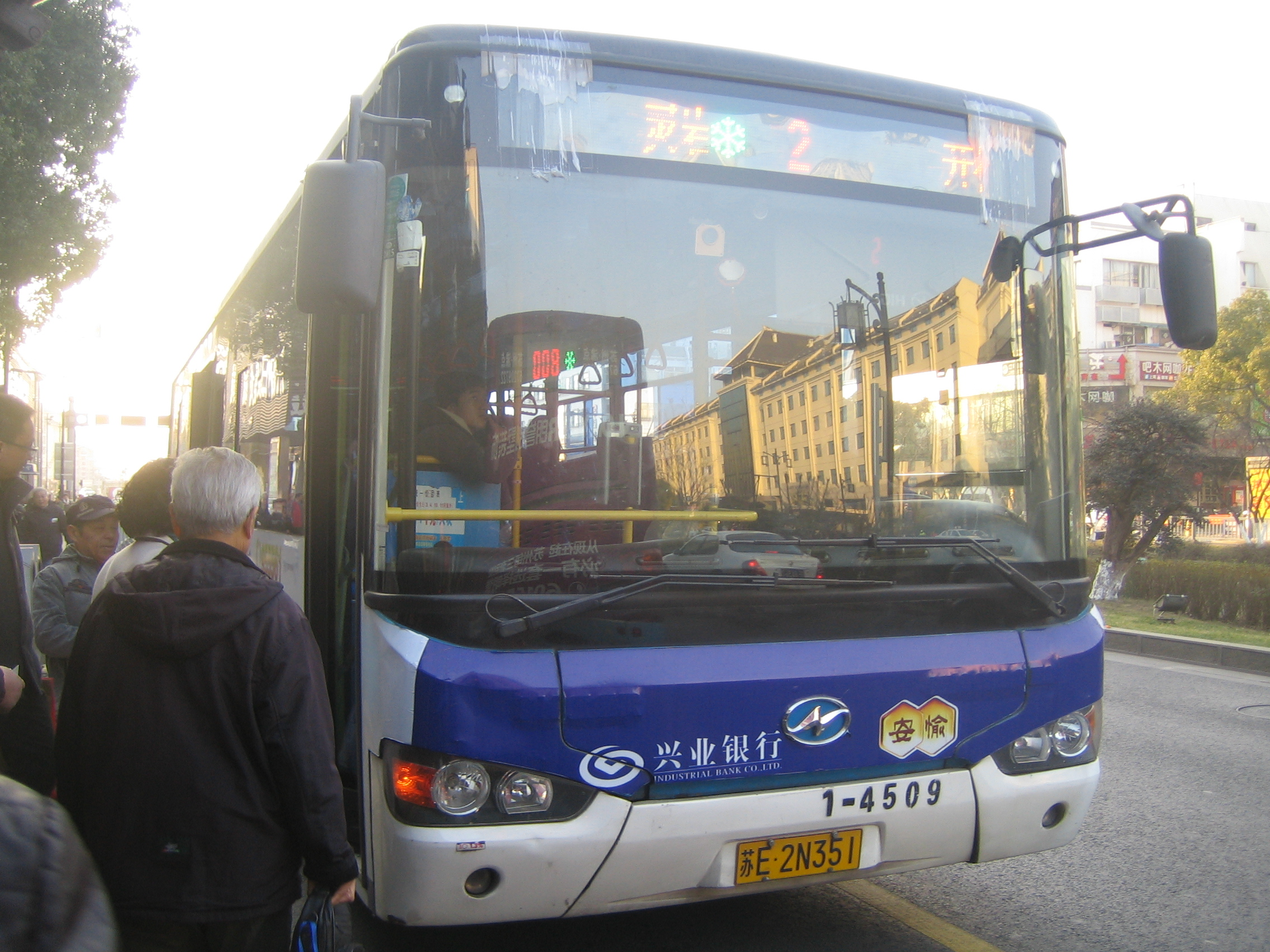
原68路所用的海格KLQ6129GHEV型，现为2路用车

因68路运行线路与苏州公交另一主力线路2路的重合度较高，且与2012年开通运营的苏州轨交一号线重合度同样较高，2014年7月起相关部门决定将68路与2路合并。合并后统一以2路的线路运营，取消68路编号。

## 线路
合并前的68路起点为高新区新升新苑，沿竹园路、长江路、狮山路、三香路、桐泾路、干将路、中新路、星明街、现代大道、星汉街、苏绣路、星港街，终到工业园区湖畔花园。沿途主要经过苏州乐园、苏州体育中心、苏州大学附属第二医院、乐桥、观前商圈、平江历史文化街区、苏州大学、中央公园、金鸡湖景区等。

## 事件
2004年1月1日，一辆开往新区方向的68路双层公交车在干将路由东向西行至乐桥下穿立交时，因机动车道发生事故出现拥堵情况，驾驶员将车开上非机动车道。而非机动车道的净高与机动车道相比减少超过1米，双层公交车的上层直接撞上乐桥，车顶完全脱离。事故造成车内37名乘客不同程度受伤。